# Bolesław Matuszewski
Bolesław Matuszewski (Pińczów, 21 ottobre 1856 – 1943 circa) è stato un regista e fotografo polacco, impiegato delle officine Lumière.
Nel 1897, dopo essere divenuto fotografo ufficiale per lo zar Nicola II, utilizzò il cinematografo Lumière per filmare la visita ufficiale del presidente francese Félix Faure a San Pietroburgo. L'accusa di Otto von Bismarck a Faure di non essersi scoperto la testa davanti alla bandiera russa durante lo sbarco in città poté essere smentita proprio grazie al filmato di Matuszewski.
Notevole fu il suo progetto utopistico di filmare tutti gli eventi della storia umana per comporre un archivio totale e assoluto.
Scrisse due libri sul cinema che sono tra i più antichi sull'argomento: Une nouvelle source de l'histoire (Parigi, 1898), dove parla del suo progetto e riconosce l'importanza dei filmati nella storiografia, e La photographie animée (1898).